# Sapindus trifoliatus
Sapindus trifoliatus är en kinesträdsväxtart som beskrevs av Carl von Linné. Sapindus trifoliatus ingår i släktet Sapindus och familjen kinesträdsväxter. Inga underarter finns listade i Catalogue of Life.